# The Tapscott Sessions Vol. 7
The Tapscott Sessions Vol. 7  ist ein Jazzalbum von Horace Tapscott. Die im Februar 1983 im Lobero Theater in Santa Barbara entstandenen Aufnahmen erschienen 1983 auf Nimbus Records.

## Hintergrund
Im Jahr 1982 begann Tapscott, im Lobero Theater produziert von Tom Albach Material für eine Reihe von Solo-Piano-Alben einzuspielen. Zu Lebzeiten erschienen sieben LPs und eine Compact Disc (The Tapscott Sessions Vol. 8), nach Tapscott Tod 1999 weitere Alben wie The Tapscott Sessions Vol. 9 und The Tapscott Sessions Vol. 10. Allen Alben gemeinsam war ein Programm aus eigenen und Fremdkompositionen, hier den Klassiker „’Round Midnight“ von Thelonious Monk und „On the Nile“ von Charles Tolliver, ein Stück, das der Trompeter 1965 zu Jackie McLeans Blue-Note-LP Jacknife beigesteuert hatte.

## Titelliste
- Horace Tapscott: The Tapscott Sessions Vol. 7 (Nimbus Records Nimbus NS2147)[2]

A1 Riding the San Andreas 7:38

A2 Amanda's Tone Poem 5:34

A3 Southwestern Avenue Shuffle 3:57

A4 Yesterday's Dream 4:10
B1 ’Round Midnight (Thelonious Monk) 8:08

B2 On the Nile (Charles Tolliver) 8:30

B3 Sonnet of Butterfly McQueen 5:20
Wenn nicht anders vermerkt, stammen die Kompositionen von Horace Tapscott.

## Rezeption
Nach Ansicht von Frank Rubolino, der das Album in All About Jazz rezensierte, geht Tapscott bei „Riding the San Andreas“ auf eine wilde Fahrt. Er würde wirbelnde Aufregung aufbauen, indem er die Klaviersaiten mit seiner rechten Hand manipuliere, während die linke Hand eine eruptive Melodielinie liefere. Die Melodie hat zyklonhafte Kraft als Treiber, aber schließlich verflachen die Töne und man könne wieder die Erwartung des Friedens in seiner Musik heraushören. Tapscotts einzigartige Art, das Stride Piano in die Moderne zu bringen, zeige sich erneut in „Southwestern Avenue Shuffle“, einer ausgelassenen Melodie, die auf einem fröhlichen Beat aufbaue. Tapscott nehme es unerwartet mit Monks „Round Midnight“ auf. Obwohl die Melodie im Laufe der Jahre große Aufmerksamkeit erregt habe, sei Tapscott in der Lage, den Klassiker zu personalisieren. An einer Stelle zolle Tapscott dem großen Mann [Monk] seinen Tribut, indem er dessen schnelle Signatur mit einer einzigen Note und hohem Register repliziere. Charles Tollivers „On the Nile“ sei ebenfalls enthalten und fordere Tapscott heraus, die majestätische Größe dieses Flusses musikalisch zu vermitteln, was ihm souverän gelingen würde.